# Revue trimestrielle de droit civil
La Revue trimestrielle de droit civil est une revue française qui couvre tous les domaines du droit civil et du droit judiciaire privé.
Elle est éditée par la maison d’édition Dalloz.
Elle fut fondée en 1902 par Adhémar Esmein, Raymond Saleilles, Charles Massigli et Albert Wahl.